# ギャグマンガ日和
『ギャグマンガ日和』（ギャグマンガびより、ラテン文字表記：Gag Manga Biyori）は、増田こうすけによる日本のギャグ漫画、およびそのアニメ化作品。1999年より月刊少年ジャンプにて連載開始。2007年月刊少年ジャンプ休刊に伴い後続誌として創刊されたジャンプＳＱにて2007年創刊時より連載中。
2015年12月『ギャグマンガ日和GB』と改題した。

## 概要
一話完結型のギャグ漫画。正式名称には「増田こうすけ劇場」というサブタイトルがついている。漫画雑誌『月刊少年ジャンプ』（集英社）にて2000年1月号（1999年12月6日発売）から休刊号となる2007年7月号（2007年6月6日発売）まで連載され、その後は後継誌『ジャンプスクエア』にて2007年12月号（2007年11月2日発売）から連載中。話数カウントは「第○幕」。正式名称は「増田こうすけ劇場 ギャグマンガ日和」であるが、大体の場合は「ギャグマンガ日和」での表記となっている。ジャンプスクエア2015年1月号より「増田こうすけ劇場 ギャグマンガ日和GB」に改題された。2020年1月時点でシリーズ累計発行部数は600万部を突破している。
最初期は雑誌の最後の方に載るため「人気がないのではないか」、「終わるのではないか」という疑念を持っていたと作者は単行本で語っていたが、その後人気は急上昇、『月刊少年ジャンプ』の看板作品となり、付録まで付くようになった。そして2002年にジャンプフェスタで製作されたアニメが大きな反響を呼び、2005年にはテレビアニメがキッズステーションで放送され、2006年には第2弾、2008年には第3弾が放送された。また2008年の夏休みに全15回、冬休みに全3回のWEBラジオが配信された。そして2010年には第4弾がギャグマンガ日和+として放送された。ジャンプショップでも商品化される。
『週刊少年ジャンプ』や『Vジャンプ』などにも読み切りや短期集中連載として掲載されることがあり、2007年6月6日の『月刊少年ジャンプ』の休刊の際には『週刊少年ジャンプ』の2007年39号（2007年8月27日発売）から一時的に連載が行われた。またその2007年39号ではうすた京介とのコラボレーション企画として、増田が「ピューと吹く!ジャガー」を、うすたが「ギャグマンガ日和」を描いた。この作品はギャグマンガ日和9巻に収録されている。
作者が三重県出身であるため、三重の名前がよく出る。しかし特別三重県での物語は無い（しいて挙げれば「超合体戦士サンゴッドV オープニングテーマ」は三重県の平和を守るヒーローという設定）。なお、2007年10月から三重テレビでアニメが放送された時には、「原作者は三重県出身」と紹介されていた。
一話ごとの長さがまちまちであり、1話から2話が一回分として載ったり、一つの話が前後編となる場合もある。題字はほとんどが作者の増田が手がける。指で書いたり、筆を口にくわえて書くパターンもある。また増田の母親、担当が書いたこともある。単行本（巻の2以降）の目次の後に毎回前の巻のあらすじが載っているが、実際は本編とはまったく関係ない。あらすじに出てくる天才ピアニスト銀河進や暗黒王ジョンの小説が公式ファンブックに掲載された。

### 特色
- 歴史的偉人や有名人をキャラクターとして起用。
- 名作のパロディ。
- （主にツッコミにおいて）語彙の豊富な台詞を用いたりする。
- 安直なネーミングを用いる。
- 出血や嘔吐の描写が多い。
- 天丼ネタが多い。
- 主役のほとんどは下記の特色な人物像が原因で周囲からバカにされたり苛められるなどの理不尽な仕打ちを受ける。
  - 奇妙な青春を過ごしている。
  - 他の漫画では絶対に主人公になれないようなキャラクターを主人公に持ってくる。

## 書誌情報

### 単行本
およそ1年に1冊ペースで発行されている。なお、表紙のサブタイトルは本編の内容とは全く無関係となっている。
| 巻数 | サブタイトル                    | 発売日        | ISBN              |
| ---- | ------------------------------- | ------------- | ----------------- |
| 1    | ロサンゼルスのあばれ馬の巻      | 2000年9月4日  | 4-08-873016-X     |
| 2    | 最後の投げキッスの巻            | 2001年9月4日  | 4-08-873167-0     |
| 3    | もう誰も信じないの巻            | 2002年7月4日  | 4-08-873291-X     |
| 4    | やきいも大作戦の巻              | 2003年5月1日  | 4-08-873427-0     |
| 5    | 渚のハイソックスの巻            | 2004年3月4日  | 4-08-873582-X     |
| 6    | よろしく!もつ鍋先生の巻         | 2005年3月4日  | 4-08-873786-5     |
| 7    | 屋根裏部屋のフランス人形の巻    | 2006年3月3日  | 4-08-874035-1     |
| 8    | 土俵際の無い物ねだりの巻        | 2007年3月2日  | 978-4-08-874335-6 |
| 9    | パーマ忍法帳の巻                | 2008年4月4日  | 978-4-08-874507-7 |
| 10   | 潜入!あわてんぼ渓谷の巻         | 2009年7月3日  | 978-4-08-874669-2 |
| 11   | 訳あり行進曲の巻                | 2010年8月4日  | 978-4-08-870096-0 |
| 12   | 見たか!ファイティングポーズの巻 | 2011年8月4日  | 978-4-08-870279-7 |
| 13   | チンパンジーの巻                | 2012年8月3日  | 978-4-08-870485-2 |
| 14   | アウチ!たんこぶ軍団の巻         | 2013年9月4日  | 978-4-08-870788-4 |
| 15   | 松ぼっくりを集めろ!の巻         | 2014年10月3日 | 978-4-08-880178-0 |

| 巻数 | 発売日        | ISBN              |
| ---- | ------------- | ----------------- |
| 1    | 2015年12月4日 | 978-4-08-880575-7 |
| 2    | 2017年2月3日  | 978-4-08-881011-9 |
| 3    | 2018年5月2日  | 978-4-08-881415-5 |
| 4    | 2019年8月2日  | 978-4-08-882030-9 |
| 5    | 2020年11月4日 | 978-4-08-882479-6 |
| 6    | 2022年4月4日  | 978-4-08-883088-9 |
| 7    | 2023年5月2日  | 978-4-08-883496-2 |
| 8    | 2024年8月2日  | 978-4-08-884046-8 |

韓国では大元メディアから韓国語版が刊行されている。

### ガイドブック
- 公式ファンブック ギャグマンガ日和ワールドDX スーパードリル / ISBN 4-08-782145-5 / 2006年3月3日（金曜日）発売
- 公式キャラブック こぞりこぞって大集合 〜KOZORIMAKURE〜 / ISBN 978-4-08-874807-8 / 2008年5月2日（金曜日）発売

## アニメ

### ジャンプフェスタ2002版
後のテレビアニメ版のプロトタイプとも言える作品。実写映像を混じえている。なお、アニメ映像は全てカラーではなくほとんど白黒になっている(少しだけカラー)。アニメ本編が開始する際のカウントダウン時に流れていたアニメでは、桑森陽太による漫画『覇王やすのり』のキャラクターと聖徳太子が共演している(よく見るとマーフィー君も登場している)。本編では、『さわやかショートギャグ』の一部、『寒サイン会』、『カミロボ 鋼鉄の激昂篇』と『カミロボ 解決篇』の一部、『サタン』をアニメ化。エンディングの絵は『がんばれライト兄弟』のワンシーンを引用。

#### スタッフ
- 原作 - 増田こうすけ（集英社『月刊少年ジャンプ』連載）
- 監督 - 大地丙太郎
- 演出 - 長濱博史
- 作画 - 音地正行、和田高明、時永宜幸、広江克己、宮崎なぎさ、長濱博史
- 効果 - 奥田維城（スワラプロダクション）
- 選曲 - 鈴木潤一郎
- 撮影 - 久保博志
- 編集 - 今井剛
- 制作 - ダックスインターナショナル
- 制作協力 - 東京キッズ、樹想社
- 製作・著作 - 集英社

#### 声優
- 上田祐司（現：うえだゆうじ）（マネージャー、穴郎、宮原一）
- 矢部雅史（社長、先生）
- 岡村明美（料理番組のアシスタント）
- 名塚佳織（牛山サキ、宮原の友達）
- 南央美（園児）
- 伊藤栄次（スミス）
- 三石琴乃（増田こうすけ）
- 江口寿史
- 田村信
- 鶴岡法斎
- 大地丙太郎（タイトルコール）

### テレビアニメ
2005年2月よりキッズステーションにてアニメ放送開始、2007年10月から地上波の独立UHF局の一部での放送がスタート。なお、地上波放送では規制により音声の修正などが行われている。第3期より画面サイズが16：9になり同時にアニメ制作会社が変わり、一部キャラクターのキャストも変更された。
本作の収録について脚本や台本は作成されず原作のコミックスをそのまま台本として使用し、プレスコで行われている。なお、5分という尺に合わせるため収録した声は息継ぎや一部のシーンやセリフをカットするなどの編集がされた上で使用されており、話によってはセリフが1.5倍速のようにかなり早口になっている、もしくは展開がスピーディーになることが多い。基本的にコミックス化された作品が放送されているが、コミックス化前の作品が先行して放送されることもある。
出血の描写があるが、ギャグマンガ日和2の『聖徳太子の楽しい木造建築』までは血の色が黒かった。だが、『ネコちゃんの腹筋/5つ子大家族』の中の「5つ子大家族」からは、血の色が赤くなっている。ギャグマンガ日和3の『平田の世界』で、血の色が今までどおりの黒に戻った。しかし『すばらしきヨガ/名探偵かしら!うさみちゃん』では血が再び赤色になっていた。
連載10周年およびアニメ化5周年にあたる2010年1月4日より、アニメ第4期『ギャグマンガ日和+』が放送された。第4期は読売テレビが制作局となっている。当期は16話まで偶数回が過去作の再放送、奇数回が新作であり、17話からは奇数回が再放送、偶数回が新作である（このため16話 - 17話は2連続で再放送）。
キッズステーションでは『ギャグマンガ日和+』の放送に先駆けて『「ギャグマンガ日和」10周年おめでとうスペシャル』という、スタッフインタビューや『ジャンプフェスタ2002版』を交えた30分枠の連載10周年特別番組が放送された。
連載25周年を迎え、アニメ第5期『ギャグマンガ日和GO』が2025年4月より放送が開始され全12話放送された。またシリーズとして初めて先行配信などがおこなわれたり、製作委員会方式が採用された。

#### スタッフ（テレビ）
|                | 第1期             | 第2期             | 第3期                      | 第4期                             | 第5期                                          |
| -------------- | ----------------- | ----------------- | -------------------------- | --------------------------------- | ---------------------------------------------- |
| 企画           | 須磨直樹 上木則安 | 須磨直樹 上木則安 | 内田康幸 川城和実 鳥嶋和彦 | 因真一郎 濱田健二 渡辺隆 大熊保幸 | 大好誠 花田聖 伍賀一統 杉本壮太郎              |
| 企画           | N/A               | 梅澤勝路          | 内田康幸 川城和実 鳥嶋和彦 | 因真一郎 濱田健二 渡辺隆 大熊保幸 | 大好誠 花田聖 伍賀一統 杉本壮太郎              |
| 協力           | 林士平            | 林士平            | 林士平                     | 林士平                            | 前坂栄司                                       |
| プロデューサー | 稲垣高広          | 稲垣高広          | 稲垣高広                   | 稲垣高広                          | 小菅隼太朗 金子秦盛 津田大樹 大原由子 太田和樹 |
| プロデューサー | 林田師博          | 林田師博          | 武井潤 足立聡史            | 武井潤 足立聡史                   | 小菅隼太朗 金子秦盛 津田大樹 大原由子 太田和樹 |
| プロデューサー | N/A               | 村関奈津子        | N/A                        | 米倉功人                          | 小菅隼太朗 金子秦盛 津田大樹 大原由子 太田和樹 |

|                                     | 第1期                                 | 第2期                                 | 第3期                                 | 第4期                                 | 第5期                        |
| ----------------------------------- | ------------------------------------- | ------------------------------------- | ------------------------------------- | ------------------------------------- | ---------------------------- |
| 原作・脚本                          | 増田こうすけ                          | 増田こうすけ                          | 増田こうすけ                          | 増田こうすけ                          | 増田こうすけ                 |
| 監督                                | 大地丙太郎                            | 大地丙太郎                            | 大地丙太郎                            | 大地丙太郎                            | 大地丙太郎                   |
| 音響監督                            | たなかかずや                          | たなかかずや                          | たなかかずや                          | たなかかずや                          | たなかかずや                 |
| 音楽                                | 山本はるきち                          | 山本はるきち                          | 山本はるきち                          | 山本はるきち                          | 山本はるきち                 |
| 効果                                | 奥田維城                              | 奥田維城                              | 奥田維城                              | 奥田維城                              | 武藤晶子                     |
| 色彩設計                            | N/A                                   | N/A                                   | N/A                                   | N/A                                   | 中川瑞希                     |
| 美術監督                            | N/A                                   | N/A                                   | N/A                                   | N/A                                   | 湖山真奈美                   |
| 撮影（第1 - 4期） 撮影監督（第5期） | 大山佳久                              | 大山佳久                              | 大山佳久                              | 大山佳久                              | 大山佳久                     |
| OP演出                              | 長濱博史                              | 長濱博史                              | 長濱博史                              | 長濱博史                              | N/A                          |
| OP作画（第1 - 4期） OP原画（第5期） | 馬越嘉彦                              | 馬越嘉彦                              | N/A                                   | 馬越嘉彦                              | 吉松孝博                     |
| OP男優                              | N/A                                   | N/A                                   | N/A                                   | 矢部雅史                              | N/A                          |
| 制作・音響制作                      | ダックスプロダクション                | ダックスプロダクション                | ダックスプロダクション                | ダックスプロダクション                | ダックスプロダクション       |
| アニメーション制作                  | アートランド                          | アートランド                          | スタジオディーン                      | スタジオディーン                      | スタジオディーン             |
| 製作                                | キッズステーション バンダイビジュアル | キッズステーション バンダイビジュアル | キッズステーション バンダイビジュアル | キッズステーション バンダイビジュアル | ギャグマンガ日和GO製作委員会 |
| 製作                                | スカパー・ウェルシンク                | スカパー・ウェルシンク                | 集英社                                | 集英社                                | ギャグマンガ日和GO製作委員会 |
| 製作                                | スカパー・ウェルシンク                | スカパー・ウェルシンク                | N/A                                   | 読売テレビ                            | ギャグマンガ日和GO製作委員会 |

#### 声優（テレビ）
- うえだゆうじ（代表キャラ…三蔵法師、フィッシュ竹中他、オープニングテーマヴォーカル）
- 矢部雅史（代表キャラ…ハリス、煬帝、伊能忠敬、さまざまな博士他）
- 名塚佳織（代表キャラ…小野妹子（3期、4期）、ニャン美ちゃん他）
- 前田剛（代表キャラ…聖徳太子、曽良、クマ吉くん、ヒュースケン、夢野カケラ（2期）、他）
- 竹本英史（代表キャラ…小野妹子（1期、2期、5期）他）
- 内藤玲（代表キャラ…松尾芭蕉、猪八戒、夢野カケラ（3期）、他）
- 三瓶由布子（代表キャラ…ラーメンの精他）※第2期以降は不在。
- 伊藤実華（代表キャラ…フグ子、ダンサー他）
- 那須めぐみ（代表キャラ…パオ美ちゃん、トオル君他）
- 佐藤なる美（代表キャラ…うさみちゃん）
- 長濱博史（第1期5話、8話）
- 大地丙太郎（第1期8話）
- ショッカーO野（第3期11話、12話）
- 小野賢章（代表キャラ…チュパカブラ、立花北枝）
- 種﨑敦美（代表キャラ…魔女、かみつきババア他）
- 江口寿史（対談コーナーに出演）

#### 各話リスト
| 話数 | サブタイトル                        | 演出・作画           | 初放送日      |
| ---- | ----------------------------------- | -------------------- | ------------- |
| 1    | シール                              | 音地正行             | 2005年 2月7日 |
| 1    | シール2                             | 音地正行             | 2005年 2月7日 |
| 2    | 煬帝怒る（国書編）                  | 和田高明             | 2月14日       |
| 3    | 煬帝怒る（洛陽編）                  | 和田高明             | 2月21日       |
| 4    | 終末                                | そ〜とめこういちろう | 2月28日       |
| 5    | 奥の細道 エピソードI                | 白井伸明             | 3月7日        |
| 6    | ハリスインパクト 〜ビックリ大作戦〜 | 小関雅               | 3月14日       |
| 7    | ハリスインパクト（乗り込み編）      | 小関雅               | 3月21日       |
| 8    | どっこい!おむすび君                 | 和田高明 大地丙太郎  | 3月28日       |
| 8    | 光速ライダー マッハ涼               | 和田高明 大地丙太郎  | 3月28日       |
| 9    | 魔法少女誕生                        | 田中将賀             | 4月4日        |
| 10   | 西遊記 〜旅の終わり〜               | そ〜とめこういちろう | 4月11日       |
| 11   | 死んだ私は太陽にほえる              | そ〜とめこういちろう | 4月18日       |
| 11   | アンラッキーフレンズ                | そ〜とめこういちろう | 4月18日       |
| 12   | 名探偵っスか!うさみちゃん           | 音地正行             | 4月25日       |
| 12   | 名探偵だもの!うさみちゃん           | 音地正行             | 4月25日       |

| 話数 | サブタイトル                        | 演出                 | 作画                                           | 初放送日      |
| ---- | ----------------------------------- | -------------------- | ---------------------------------------------- | ------------- |
| 1    | 名探偵だぞえ!うさみちゃん           | かどともあき         | かどともあき                                   | 2006年 8月5日 |
| 2    | 来ないよ!家庭教師                   | 音地正行             | 音地正行                                       | 8月12日       |
| 3    | 聖徳太子の楽しい木造建築            | 広川和之             | 小田嶋俊                                       | 8月26日       |
| 4    | ネコちゃんの腹筋                    | 日向正樹             | 日向正樹                                       | 9月2日        |
| 4    | 5つ子大家族                         | 日向正樹             | 日向正樹                                       | 9月2日        |
| 5    | がんばれ!浦島太郎                   | そ〜とめこういちろう | 薗部あい子 戸田真一                            | 9月9日        |
| 6    | ソードマスターヤマト                | そ〜とめこういちろう | 金沢美愛 大下知之 山本浩代 後藤聡宏 長谷川一生 | 9月16日       |
| 7    | 五月雨をあつめて早し最上川          | よこた和             | よこた和                                       | 9月23日       |
| 8    | 明男 〜この胸の中にまだ生きている〜 | 音地正行             | 音地正行                                       | 9月30日       |
| 8    | さよならおじいちゃん                | 音地正行             | 音地正行                                       | 9月30日       |
| 9    | 眼帯 〜真桃太郎〜                   | かどともあき         | かどともあき                                   | 10月7日       |
| 9    | 一休さん                            | かどともあき         | かどともあき                                   | 10月7日       |
| 9    | 禁断のカナダジャレBEST5             | かどともあき         | かどともあき                                   | 10月7日       |
| 10   | マンガ専門学校伝説 ハリケーン準     | 金子秀一             | 金子秀一                                       | 10月14日      |
| 11   | 黒登山                              | 馬越嘉彦             | 馬越嘉彦 西位輝実 馬場充子                     | 10月21日      |
| 12   | ラヴ江                              | 長濱博史             | 長濱博史                                       | 10月28日      |

| 話数 | サブタイトル                                | 演出           | 作画                  | 初放送日       |
| ---- | ------------------------------------------- | -------------- | --------------------- | -------------- |
| 1    | 平田の世界                                  | かどともあき   | かどともあき          | 2008年 3月17日 |
| 1    | 名探偵と言えば!うさみちゃん                 | かどともあき   | かどともあき          | 2008年 3月17日 |
| 2    | アカトンボのふしぎ                          | 和田高明       | 和田高明              | 3月24日        |
| 2    | 名探偵だぞえ!うさみちゃん                   | 和田高明       | 和田高明              | 3月24日        |
| 3    | 聖徳1週間                                   | 小山和弘       | 小山和弘              | 3月31日        |
| 4    | すばらしきヨガ                              | 南伸一郎       | 南伸一郎              | 4月7日         |
| 4    | 名探偵かしら!うさみちゃん                   | 南伸一郎       | 南伸一郎              | 4月7日         |
| 5    | 伊能忠敬の歩み                              | 小島正士       | 小島正士              | 4月14日        |
| 6    | ララ美リアリティ                            | 五月女有作     | 水谷麻美子            | 4月21日        |
| 6    | 聖徳なぞなぞ傑作選                          | 五月女有作     | 水谷麻美子            | 4月21日        |
| 7    | フォーエバーハンターMASUDA                  | 臼田美夫       | 臼田美夫              | 4月28日        |
| 7    | 超合体戦士サンゴッドV オープニングテーマ    | 臼田美夫       | 臼田美夫              | 4月28日        |
| 8    | 恋の季節!!キューピッド君                    | わたなべひろし | わたなべひろし        | 5月5日         |
| 9    | 心温まる東北の旅 〜ノンストップ松尾芭蕉〜   | 橋本英樹       | 橋本英樹              | 5月12日        |
| 10   | 決めろ!!キラメキシュート 〜涙の方向転換篇〜 | よこた和       | よこた和              | 5月19日        |
| 11   | スケバン探偵（前編）                        | 秋山由樹子     | 秋山由樹子            | 5月26日        |
| 12   | スケバン探偵（後編）                        | 廣川集一       | 金沢美愛 斎藤博子     | 6月2日         |
| 12   | 聖徳なぞなぞ傑作選2                         | 廣川集一       | 金沢美愛 斎藤博子     | 6月2日         |
| OVA  | ギャグマンガ日和劇場版予告編!?              | 大地丙太郎     | かどともあき 小島正士 | -              |

| 話数 | サブタイトル                          | 演出・作画                       | 初放送日      |
| ---- | ------------------------------------- | -------------------------------- | ------------- |
| 1    | ルノワールVSセザンヌ                  | かどともあき                     | 2010年 1月4日 |
| 2    | 銭湯に行こう                          | 小島正士                         | 1月18日       |
| 3    | 新撰組 〜池田屋事件〜                 | 赤城博昭 音地正行                | 2月1日        |
| 3    | 奥の細道 旅途中（ショートストーリー） | 赤城博昭 音地正行                | 2月1日        |
| 4    | 巨重戦士メンタリオン                  | つちだこういち                   | 2月15日       |
| 5    | 親友は狼男                            | よこた和                         | 3月1日        |
| 6    | メカマツオ                            | 小島正士                         | 3月15日       |
| 7    | 恋のラブソングを君に                  | 小山和弘                         | 4月12日       |
| 8    | なめられペリー                        | よこた和                         | 5月3日        |
| 9    | 狂暴エイリアン                        | 小島正士                         | 5月17日       |
| 10   | 富士山                                | かどともあき                     | 5月31日       |
| 11   | 名探偵なので!うさみちゃん             | 小島正士                         | 6月14日       |
| 12   | 陰陽師物語                            | 小山和弘                         | 6月28日       |
| OVA  | 聖徳太子ショート                      | 音地正行 赤城博昭 わたなべひろし | -             |

| 話数 | サブタイトル                                      | 演出   | 作画監督   | 初放送日      |
| ---- | ------------------------------------------------- | ------ | ---------- | ------------- |
| 1    | 名探偵すぎるよ!うさみちゃん                       | 嘉村唯 | 町田珠来乃 | 2025年 4月5日 |
| 2    | ブレーメンの音楽隊                                | 嘉村唯 | 町田珠来乃 | 4月12日       |
| 3    | 奥の細道 エピソード2 旅立ち                       | 嘉村唯 | 森本浩文   | 4月19日       |
| 3    | 迷子の細道                                        | 嘉村唯 | 森本浩文   | 4月19日       |
| 4    | 麻雀                                              | 嘉村唯 | 土本佳奈   | 4月26日       |
| 5    | 聖徳太子伝説 太子の眉間から一筋の光               | 嘉村唯 | 町田珠来乃 | 5月3日        |
| 6    | ヘンゼルとグレーテル                              | 嘉村唯 | 楠橋さつき | 5月10日       |
| 7    | アイドルグループ                                  | 嘉村唯 | 楠橋さつき | 5月17日       |
| 8    | 聖徳太子の六角堂                                  | 嘉村唯 | 森本浩文   | 5月24日       |
| 9    | バッド・キャッツ -BAD CATS-                       | 嘉村唯 | 森本浩文   | 5月31日       |
| 10   | 奥の細道ラストスパート                            | 嘉村唯 | 町田珠来乃 | 6月7日        |
| 11   | 陰陽師探偵対学校の怪談                            | 嘉村唯 | -          | 6月14日       |
| 12   | 名探偵とおぼしき!うさみちゃん-さよならクマ吉くん- | 嘉村唯 | 花房都香   | 6月21日       |
| 12   | やっぱり名探偵!うさみちゃん                       | 嘉村唯 | 花房都香   | 6月21日       |

#### 主題歌
オープニング曲
1. 「アタック! ギャグマンガ日和」（第1期）
歌 - うえだゆうじ / 作詞 - 増田こうすけ / 作曲 - 山本はるきち
作詞は作者が手がけた（1番と2番の間のセリフ以外）が、作風を反映し漫画本編とまるで関係がない。1番の前半ではバレー漫画ではないのにバレーを扱い、後半では一転して誰にでも共通することを歌詞にしている。また、2番前半では相撲力士の気持ちを、後半は根暗のことを歌詞にしているなど、脈絡がなくシュールである。OPアニメは4巻第57幕の「東京」をそのまま使用。ラストで急に実写になりF1やチーターが出るシーンは「ジャポニカ学習帳」をイメージしている。
なお名塚佳織やクマ吉（前田剛）が歌うバージョンも存在する。
2. 「オアフ! ハワイ日和」（第2期）
歌 - うえだゆうじ、名塚佳織（コーラス部分） / 作詞 - 増田こうすけ / 作曲 - 山本はるきち
初回放送時は、5話までは映像が（仮）となっており、監督自らが描いた実写背景との合成アニメーションだった（DVDには上巻の特典映像として収録。）。
6話からOPアニメが2巻第18幕の「はじめようモッヂボール」をそのまま使用する形に変更。前作同様、ラストで急に実写となる。OPの最後は「がんばれ浦島太郎（第5話）」に登場する乙姫の「バカかアンタ!」のセリフで締める。
「増田こうすけ作詞」となっているが、彼の原案を微妙に変えて使用し、セリフの付け加えも行われている。
3. 「ボディライン」（第3期）
歌 - うえだゆうじ / 作詞 - 増田こうすけ / 作曲 - 山本はるきち
OPの最初に出てくる松尾芭蕉の顔と曲のイントロ、最後に出てくる裸の中年男性のポーズと歌詞の最後の「ギャグマンガ日和」の読みの部分は、アニメ『鉄腕アトム』の第一作のOPのパロディとなっている。尚、今まで通りOPでは実写とアニメの融合を行っているが、アニメの絵が最初と最後以外、実写の背景の上に線のみで描かれている。第6話までは、字幕がなかった。歌詞とスタッフのクレジットは手書きのような書体となっている。
4. 「希望の宇宙の…」（第4期）
歌 - うえだゆうじ / 作詞 - 増田こうすけ / 作曲 - 山本はるきち、大地丙太郎
さわやかなイントロの曲だが、途中で転調する。「～の」を連呼して、うえだも最後の方は息が切れそうになる。
OPアニメは6巻第91幕の「バッドニュース2」を使用している。だが原作と違い、ゴッホの絵がないゴッホ展のネタの中に、「バッドニュース2」で登場したラーメンを食べている男（ノリさん）が左の絵が一瞬拡大したときのみ登場している。原作では吹き出しで見えなくなっていた「陰陽師シリーズ」で登場したニャンコさんの絵（右の絵）が見えるようになっている。
旧作か新作かによってうえだゆうじの歌い方が2パターン存在する。
歌詞は今まではひらがなで表記されていたが、今作では漢字での表記もされている。
また、OP終盤はマイケル・ジャクソンのブラック・オア・ホワイトのパロディとなっている。登場している実写の男性は、本作に出演している声優の矢部雅史である。
5. 「僕達のギャグマンガ日和」（第5期）
歌 - うえだゆうじ / 作詞 - 増田こうすけ / 作曲 - 山本はるきち

エンディング曲
1. 「ハッピーエンディング」（第1期 - 第2期）
歌 - 冠徹弥 / 作詞・作曲 - 山本はるきち
EDアニメと音程は毎回変わる。また原作のみのキャラも登場。名塚佳織の連続写真などキャストが出演することもあり、第2期の最終回では本編に直結してテロップを表示したこともあった。なお山本の「作詞」となっているが、実際はスキャットである
2. 「ハッピーエンディング（仮）」（第3期）
歌 - 冠徹弥 / 作詞・作曲 - 山本はるきち
3. 「ハッピーゴーラッキーエンディング」（第4期）
歌 - 冠徹弥 / 作詞・作曲 - 山本はるきち
EDアニメと音程は毎回変わる。また原作のみのキャラも登場。名塚佳織の連続写真などキャストが出演することもあり、第2期の最終回では本編に直結してテロップを表示したこともあった。なお山本の「作詞」となっているが、実際はスキャットである
4. 「ハッピーゴーゴーラッキーエンディング」（第5期）
歌 - 冠徹弥 / 作詞・作曲 - 山本はるきち

#### サウンドトラック
『増田こうすけ劇場 ギャグマンガ日和 サウンドコレクション』が2006年12月8日に発売され、放送では聞くことの出来なかった曲が収録されている。さらに増田こうすけ書き下ろしのオープニング･フルバージョンも追加された。また『TVアニメ ギャグマンガ日和3 主題歌集』が2008年5月21日に発売、『ギャグマンガ日和3 スーパーサウンド全集』が2008年7月9日に発売されている。

#### 放送局
| 放送地域 | 放送局             | 放送期間                 | 放送日時           | 放送系列  | 備考                               |
| -------- | ------------------ | ------------------------ | ------------------ | --------- | ---------------------------------- |
| 日本全域 | キッズステーション | 2005年2月7日 - 4月25日   | 月曜 23:00 - 23:06 | CS放送    | リピート放送あり                   |
| 神奈川県 | tvk                | 2006年7月15日 - 9月30日  | 土曜 6:40 - 6:45   | 独立UHF局 | リピート放送あり                   |
| 日本全域 | MUSIC ON! TV       | 2006年8月4日 - 10月20日  | 金曜 24:55 - 25:00 | CS放送    | エンディングはカットして放送       |
| 埼玉県   | テレ玉             | 2006年10月4日 - 11月8日  | 水曜 21:45 - 22:00 | 独立UHF局 | 2話ずつ放送                        |
| 京都府   | KBS京都            | 2007年10月3日 - 12月26日 | 水曜 22:54 - 22:59 | 独立UHF局 | 地上デジタルでは16:9サイズでの放送 |
| 三重県   | 三重テレビ         | 2007年10月3日 - 11月7日  | 水曜 23:10 - 23:25 | 独立UHF局 | 2話ずつ放送                        |
| 千葉県   | チバテレビ         | 2007年10月7日 - 11月18日 | 日曜 18:15 - 18:30 | 独立UHF局 | 2話ずつ放送                        |

| 放送地域 | 放送局             | 放送期間                      | 放送日時           | 放送系列  | 備考                               |
| -------- | ------------------ | ----------------------------- | ------------------ | --------- | ---------------------------------- |
| 日本全域 | キッズステーション | 2006年8月5日 - 10月28日       | 土曜 22:30 - 22:36 | CS放送    | 製作局 リピート放送あり            |
| 埼玉県   | テレ玉             | 2006年11月15日 - 12月20日     | 水曜 21:45 - 22:00 | 独立UHF局 | 2話ずつ放送                        |
| 三重県   | 三重テレビ         | 2007年11月14日 - 12月19日     | 水曜 23:10 - 23:25 | 独立UHF局 | 2話ずつ放送                        |
| 千葉県   | チバテレビ         | 2007年11月25日 - 2008年1月6日 | 日曜 18:15 - 18:30 | 独立UHF局 | 2話ずつ放送 リピート放送あり       |
| 京都府   | KBS京都            | 2008年1月2日 - 3月19日        | 水曜 22:54 - 22:59 | 独立UHF局 | 地上デジタルでは16:9サイズでの放送 |
| 神奈川県 | tvk                | 2008年7月23日 - 8月20日       | 水曜 24:00 - 24:07 | 独立UHF局 | 傑作選                             |

| 放送地域 | 放送局             | 放送期間               | 放送日時           | 放送系列  | 備考                               |
| -------- | ------------------ | ---------------------- | ------------------ | --------- | ---------------------------------- |
| 日本全域 | キッズステーション | 2008年3月17日 - 6月2日 | 月曜 23:00 - 23:06 | CS放送    | 製作局                             |
| 三重県   | 三重テレビ         | 2008年4月2日 - 6月18日 | 水曜 23:17 - 23:25 | 独立UHF局 |                                    |
| 千葉県   | チバテレビ         | 2008年4月5日 - 6月21日 | 土曜 18:22 - 18:29 | 独立UHF局 |                                    |
| 神奈川県 | tvk                | 2008年4月6日 - 6月22日 | 日曜 18:20 - 18:25 | 独立UHF局 | リピート放送あり                   |
| 京都府   | KBS京都            | 2008年4月9日 - 6月25日 | 水曜 22:54 - 22:59 | 独立UHF局 | 地上デジタルでは16:9サイズでの放送 |

| 放送地域   | 放送局             | 放送期間                                     | 放送日時                              | 放送系列       | 備考        |
| ---------- | ------------------ | -------------------------------------------- | ------------------------------------- | -------------- | ----------- |
| 日本全域   | キッズステーション | 2010年1月9日 - 7月10日                       | 土曜 24:54 - 25:00                    | CS放送         | 製作局      |
| 近畿広域圏 | 読売テレビ         | 2010年1月4日 - 6月28日                       | 月曜 26:14 - 26:20                    | 日本テレビ系列 | 製作局      |
| 中京広域圏 | 中京テレビ         | 2010年1月5日 - 6月29日                       | 火曜 25:29 - 25:36                    | 日本テレビ系列 |             |
| 神奈川県   | tvk                | 2010年1月8日 - 3月26日 2010年4月6日 - 7月6日 | 金曜 24:35 - 24:40 火曜 25:10 - 25:15 | 独立UHF局      |             |
| 埼玉県     | テレ玉             | 2010年1月10日 - 6月27日                      | 日曜 17:44 - 17:50                    | 独立UHF局      |             |
| 千葉県     | チバテレビ         | 2010年4月3日 - 6月26日                       | 土曜 24:15 - 24:30                    | 独立UHF局      | 2話ずつ放送 |

| 放送地域 | 放送局             | 放送期間               | 放送日時           | 放送系列  | 備考 |
| -------- | ------------------ | ---------------------- | ------------------ | --------- | ---- |
| 日本全域 | キッズステーション | 2025年4月5日 - 6月21日 | 土曜 22:30 - 22:36 | CS放送    |      |
| 日本全域 | BS11               | 2025年4月8日 - 6月24日 | 火曜 21:54 - 22:00 | BS放送    |      |
| 東京都   | TOKYO MX           | 2025年4月7日 - 6月23日 | 月曜 21:54 - 22:00 | 独立UHF局 |      |

#### 配信
第5期から先行配信などが始まった。
| 事業者                         | サービス名                  | 配信開始日時                                                             | 配信形態         | 備考               |
| ------------------------------ | --------------------------- | ------------------------------------------------------------------------ | ---------------- | ------------------ |
| DMM.com                        | DMM TV                      | 2025年4月5日土曜 23時から                                                | 見放題           | 先行配信           |
| U-NEXT                         | アニメ放題                  | 2025年4月5日土曜 23時から                                                | 見放題           | 先行配信           |
| U-NEXT                         | U-NEXT                      | 2025年4月5日土曜 23時から                                                | 見放題           | 先行配信           |
| エイベックス                   | アニメタイムズ              | 2025年4月8日火曜 12時から - 見逃し無料配信 2025年4月8日火曜23時から1週間 | 見放題           |                    |
| AbemaTV                        | ABEMA                       | 2025年4月8日火曜 12時から - 見逃し無料配信 2025年4月8日火曜23時から1週間 | 見放題           | 見逃し無料配信有り |
| NTTdocomo                      | dアニメストア               | 2025年4月8日火曜 12時から - 見逃し無料配信 2025年4月8日火曜23時から1週間 | 見放題           |                    |
| NTTdocomo                      | Lemino                      | 2025年4月8日火曜 12時から - 見逃し無料配信 2025年4月8日火曜23時から1週間 | 見放題           |                    |
| バンダイナムコフィルムワークス | バンダイチャンネル          | 2025年4月8日火曜 12時から - 見逃し無料配信 2025年4月8日火曜23時から1週間 | 見放題           |                    |
| バンダイナムコフィルムワークス | バンダイチャンネル          | 第1話 2025年4月8日火曜 23時から 第2話以降 2025年4月12日土曜 23時から     | 都度課金         |                    |
| Amazon.com                     | Prime Video                 | 2025年4月8日火曜 12時から                                                | 見放題           |                    |
| Amazon.com                     | Prime Video                 | 第1話 2025年4月8日火曜 23時から 第2話以降 2025年4月12日土曜 23時から     | 都度課金         |                    |
| ジュピターエンタテインメント   | J:COM STREAM                | 2025年4月9日水曜 0時から                                                 | 見放題、都度課金 |                    |
| TELASA                         | TELASA                      | 2025年4月9日水曜 0時から                                                 | 見放題、都度課金 |                    |
| 日本デジタル配信               | milplus見放題パックプライム | 2025年4月9日水曜 0時から                                                 | 見放題           |                    |
| 日本デジタル配信               | milplus                     | 2025年4月9日水曜 0時から                                                 | 都度課金         |                    |
| Netflix                        | Netflix                     | 2025年8月1日金曜 0時から                                                 | 見放題           |                    |
| フジテレビジョン               | FOD (動画配信サービス)      | 第1話 2025年4月8日火曜 23時から 第2話以降 2025年4月12日土曜 23時から     | 都度課金         |                    |
| 関西テレビ放送                 | カンテレドーガ              | 第1話 2025年4月8日火曜 23時から 第2話以降 2025年4月12日土曜 23時から     | 都度課金         |                    |
| ドワンゴ                       | ニコニコチャンネル          | 第1話 2025年4月8日火曜 23時から 第2話以降 2025年4月12日土曜 23時から     | 都度課金         |                    |
| ビデオマーケット               | ビデオマーケット            | 第1話 2025年4月8日火曜 23時から 第2話以降 2025年4月12日土曜 23時から     | 都度課金         |                    |
| エムティーアイ                 | music.jp                    | 第1話 2025年4月8日火曜 23時から 第2話以降 2025年4月12日土曜 23時から     | 都度課金         |                    |
| 楽天グループ                   | Rakuten TV                  | 第1話 2025年4月8日火曜 23時から 第2話以降 2025年4月12日土曜 23時から     | 都度課金         |                    |

#### DVD
DVDはバンダイビジュアルより、2005年7月22日から2010年8月27日にかけて発売された。
| 巻数 | 発売日        | 収録話         |
| ---- | ------------- | -------------- |
| 上巻 | 2005年7月22日 | 第1話 - 第6話  |
| 下巻 | 2005年8月26日 | 第7話 - 第12話 |

| 巻数 | 発売日         | 収録話         |
| ---- | -------------- | -------------- |
| 上巻 | 2006年12月22日 | 第1話 - 第6話  |
| 下巻 | 2007年1月26日  | 第7話 - 第12話 |

| 巻数 | 発売日        | 収録話         |
| ---- | ------------- | -------------- |
| 上巻 | 2008年6月25日 | 第1話 - 第6話  |
| 下巻 | 2008年7月25日 | 第7話 - 第12話 |

| 巻数 | 発売日        | 収録話          |
| ---- | ------------- | --------------- |
| 上巻 | 2010年7月23日 | 第1話 - 第14話  |
| 下巻 | 2010年8月27日 | 第15話 - 第26話 |

DVD初回封入特典
- - 第一弾上巻「ぐったりマーフィー君人形」（以前応募者プレゼントでも賞品になった）
  - 第一弾下巻「うさみちゃんアイピロー」
  - 第二弾上巻「クマ吉君ミ〜ニミニ座布団」
  - 第二弾下巻「ラヴ江愛の暴走マスコット」
  - 第三弾上巻「太子のアレ ペットボトルホルダー」
  - 第三弾下巻「クマ吉くんめざまし時計」
  - 第四弾上巻「口の周りがなんだか甘い!?新撰組Tシャツ（男女兼用Mサイズ）」&「“ゆっくりのんびり”のぼせ湯 10周年記念ストラップ」
  - 第四弾下巻「PERRY COME BACK!ハイセンス扇子」&「みんな集合!!日和手ぬぐい」&「“テ...テクニシャンヌ”ニャンコさんマスコット」

## Webラジオ
2008年8月4日 - 22日にかけてアニメイトTVにて『夏休みだよ!ギャグマンガ日和』を配信。当初は配信期間は3週間の限定であったが、好評に付10月6日まで延長となっている。キャラクターとしてのパーソナリティは週代わりだが、演じる声優としては前田剛は全回に出演している。また、2008年12月には『冬休みだよ!ギャグマンガ日和』が配信。2009年2月27日にラジオCD発売。
夏休みだよ!ギャグマンガ日和パーソナリティ
- 聖徳太子・小野妹子（4日 - 8日）
- ハリス・ヒュースケン（11日 - 15日）
- 芭蕉・曽良（18日 - 22日）
- うさみ・クマ吉（随時）

冬休みだよ!ギャグマンガ日和パーソナリティ
- うえだゆうじ
- 矢部雅史
- 前田剛
- 内藤玲

## 舞台

### 舞台 増田こうすけ劇場 ギャグマンガ日和
- 劇場：銀座博品館劇場
- 公演期間：2015年9月16日 - 21日
- 原作の登場人物の一部の名前を変更し、舞台版向けにリニューアルしている[27]。
- 2015年9月19日14時公演は、「「土曜昼の主役争奪戦マッチ」発表公演」と題された特別公演、19時公演は全国19ヵ所の映画館でのライブビューイングを実施[28]。

キャスト
- 普通田ふつお（原作モデル・平田平男）- 鎌苅健太
- テンテン（原作モデル・牛山サキ）- 新井ひとみ（東京女子流）
- 聖徳太子 - 西山丈也
- 小野妹子 - 橋本祥平
- 普通田父之介（原作モデル・ヨガ教室のお父さん（大野大））- 宮下雄也
- うさみ - 真凛
- 普通田ふつこ（原作モデル・魔法少女（里子））- 中江友梨（東京女子流）
- アマンダ - 磯貝龍虎
- クマ吉 - ボン溝黒（カナリア）
- 男子トイレの精 - 真佐夫
- 鶴 - 才川コージ
- 式神ニャンコ - 岡田地平
- ラヴ江 - 小野由香
- チンピラ - 服部ひろとし
- 女王 - 佐藤蕗子（mizhen）
- 煬帝 - ナカムラアツシ
- フィッシュ竹中 - 安藤ヒロキオ
- 死神 - 市川刺身（そいつどいつ）
- 大林一郎 - シカトホクト（ギャンブルグルーヴ）
- ラーメンの精 - 山本成美

スタッフ
- 脚本・演出 - なるせゆうせい
- 制作 - オフィスインベーダー
- 主催 - 「舞台 増田こうすけ劇場ギャグマンガ日和」製作委員会

### 舞台 増田こうすけ劇場 ギャグマンガ日和 デラックス風味
- 劇場：AiiA 2.5 Theater Tokyo[29]
- 公演期間：2016年4月6日 - 10日[29]
- 初演から新たなステージセットとキャストを加えアレンジした再演。

キャスト
- 普通田ふつお（原作モデル・平田平男）- 鎌苅健太
- テンテン（原作モデル・牛山サキ）- 根岸愛（PASSPO☆）
- 聖徳太子 - 西山丈也
- 小野妹子 - 長江崚行
- 普通田父之介（原作モデル・ヨガ教室のお父さん（大野大））- 宮下雄也
- 普通田ふつこ（原作モデル・魔法少女（里子））- 増井みお（PASSPO☆）
- うさみ - 真凛
- アマンダ - 磯貝龍虎
- クマ吉 - ボン溝黒（カナリア）
- 鶴 - 飯山裕太
- 煬帝 - 岡田地平
- ラヴ江 - 小野由香
- ラーメンの精 - 酒井蘭
- チンピラ - 服部ひろとし
- 普通田和美 - 若狭ひろみ
- 主人公の敵 - 松川のりすけ
- 式神ニャンコ -  市川刺身（そいつどいつ）
- ダブルスカート平井 - こうせい（ハラペコパンジー）
- パオ美 - かなで（ハラペコパンジー）
- ネコビッチ - 平尾健蔵
- 楊夏妃 - 三澤宥奈
- 松尾芭蕉 - 阿部丈二[30]
- 河合曽良 - 小笠原健[30]

### 舞台 増田こうすけ劇場 ギャグマンガ日和 〜奥の細道、地獄のランウェイ編〜
- 劇場：ラフォーレミュージアム原宿
- 公演期間：2017年2月15日 - 21日
- 松尾芭蕉と河合曽良が主役[31]。

キャスト
- 松尾芭蕉 - 阿部丈二[31]
- 河合曽良 - 小笠原健[31]
- マチ子 - 大場美奈（SKE48）[32]
- 堀部安兵衛 - 米原幸佑[33]
- 鬼男 - 石渡真修[33]
- 伊能忠敬 - 森本亮治[33]
- 大石内蔵助 - 寺山武志[33]
- 三蔵法師 - 和合真一[33]
- 浅野内匠頭 - 宮下雄也[33]
- 閻魔大王役 - 岡田地平[33]
- 商館長スチュルレル - 服部ひろとし[32]
- セザンヌ - 黒田耕平[32]
- 妖怪 雨すすり - 梨木まい[32]
- ろくろ首 - 金魚わかな[32]
- 孫悟空 - 市川刺身（そいつどいつ）[32]
- 猪八戒 - かなで[32]
- グラハム・ベル：池田直人（レインボー）[32]
- マッチの精 - モウジーン兼史[32]
- ナッツ桜井 - いーま[32]

### 舞台 増田こうすけ劇場 ギャグマンガ日和 向かい風 100％
- 劇場：渋谷区文化総合センター大和田 伝承ホール
- 公演期間：2018年9月5日 - 9日
- 夢野カケラがマンガ家を目指す[34]。

キャスト
- 夢野カケラ - 谷佳樹[35]
- 受手マモル - 上田悠介[35]
- 三上ドブ子 - 多田愛佳[35]
- 増井田先生 / ストラップマン - 磯貝龍虎[35]
- 2号くん - 寺山武志[35]
- 受手ミミ - 堀越せな[35]、天音みほ[35]
- 夢野つづき - 服部ひろとし[35]
- 夢野真々代 - 小野由香[35]
- 東大編集くん - 市川刺身（そいつどいつ）[35]
- 漫画描男 - 南米仁[35]
- 夢野ほとり - あまりかなり[35]
- 野球部 - いーま[35]
- プペポくん - 鈴木そぼく[35]
- マンガ博士 - 宮下雄也[35]